# Coroneo
Coroneo là một đô thị thuộc bang Guanajuato, México. Năm 2005, dân số của đô thị này là 10972 người.